# صابرامین براتی
صابرمنیا براتی (انگلیسی: Subramania Bharati; ۱۱ دسامبر ۱۸۸۲ – ۱۲ سپتامبر ۱۹۲۱) یا صابرحمان براتی یار معروف به مها کاوی براتی یار، روزنامه‌نگار، شاعر، رمان‌نویس، آموزگار، وطن‌پرستِ جنبش مقاومت اهل راج بریتانیا بود.